# Messeler Straße 3
Das Fachwerkhaus in der Messeler Straße 3 ist ein Bauwerk in Darmstadt-Arheilgen.

## Geschichte und Beschreibung
Das fränkische Fachwerkhaus wurde im Jahre 1656 erbaut.
Das zweigeschossige giebelständige Fachwerkgebäude besitzt ein Satteldach.
Heute ist die Fassade verputzt.
Unter dem Putz befindet sich ein qualitätsvolles barockes Schmuckfachwerk.

## Denkmalschutz
Als wahrscheinlich ältester Arheilger Gasthof war das Haus bis zum Jahre 1856 bewirtschaftet (Gasthof Zum Hirsch).
Seine traditionsreiche Geschichte reicht bis zum Dreißigjährigen Krieg zurück.
Das Fachwerkhaus ist aus architektonischen, baukünstlerischen und stadtgeschichtlichen Gründen ein Kulturdenkmal.